# Lamyra fuliginosa
Lamyra fuliginosa är en tvåvingeart som först beskrevs av Georg Wolfgang Franz Panzer 1798.  I den svenska databasen Dyntaxa används istället namnet Choerades fuliginosa. Enligt Catalogue of Life ingår Lamyra fuliginosa i släktet Lamyra och familjen rovflugor, men enligt Dyntaxa är tillhörigheten istället släktet Choerades och familjen rovflugor. Arten har ej påträffats i Sverige. Inga underarter finns listade i Catalogue of Life.